# Salam Fayyad

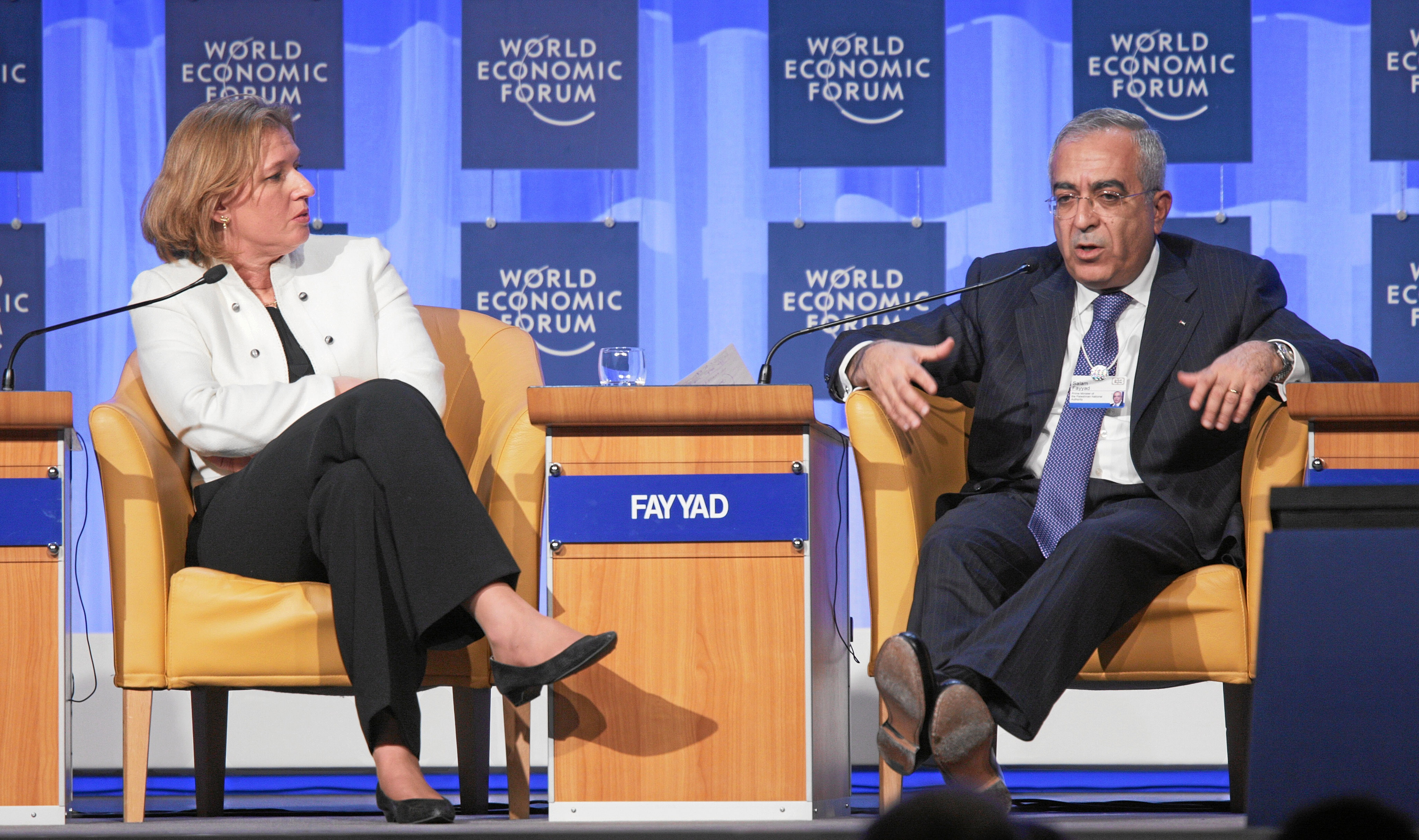
Întâlnire la Davos între Salim Fayyad și ministrul de externe al Israelului, Tzipi Livni, în ianuarie 2008

Salam Fayyad (în arabă سلام فياض; n. 12 aprilie 1952, Nablus, Iordania) este un economist și politician arab palestinian, care a îndeplinit funcția de prim ministru al Autorității Naționale Palestiniene în iunie 2007 - iunie 2013. Fayyad a fost și ministrul de finanțe al Autorității Palestiniene în anii 2002-2005 și 2007-2012. Fayad posedă și diploma de inginer constructor.
Între 2002-2005 Dr.ing.Fayyad a fost numit ministru de finanțe în timpul președinției lui Yasser Arafat, în guvernele prezidate de Yasser Arafat, Mahmud Abbas și Ahmed Kurey.
Fayyad a demisionat din guvern în noiembrie 2005 pentru a conduce lista noului partid „A Treia Cale” (alături de Hanan Ashrawi și Yasser Abed Rabbo) în alegerile legislative din 2006. Partidul său nu a avut succes in alegeri, câștigând doar 2,41% din voturi și trimițând în parlament numai doi deputați: Ashrawi și Fayyad însuși. La 17 martie 2007 Fayyad a revenit în guvern ca ministru de finanțe in guvernul de uniune format de organizațiile Fatah și Hamas. 
La 15 iunie 2007 când Hamas a preluat unilateral controlul asupra Fâșiei Gaza, presedintele Mahmud Abbas l-a demis pe liderul Hamasului, Ismail Haniye din funcția de prim-ministru și l-a numit în loc pe Fayyad ca șef al guvernului de urgență națională. Noul guvern palestinian a fost un cabinet de tehnocrați, necuprinzând membri ai Fatah și ai Hamasului.Numirea lui Fayyad nu a fost confirmată de Consiliul Legislativ Palestinian. 
În iunie 2013 Fayyad a fost demis de Abbas și înlocuit la 2 iunie 2013 cu Rami Hamdallah.
Salam Fayyad s-a născut în anul 1952 în satul Dair al-Ghassun lângă Tulkarm, în Cisiordania, pe atunci anexată Regatului Iordaniei. 
În anul 1975 Fayyad a terminat studii de  inginer constructor la Universitatea Americană din Beirut.  
Apoi în anul 1980 el a terminat titlul de master în științe economice la Universitatea Saint Edward din Austin, Texas, apoi în 1986 doctoratul în științe economice la Universitatea Texas din Austin, unde a fost elevul lui Edward A.Barnett. Mai apoi a lucrat la Banca de rezerve de la Saint Louis și a predat ca conferențiar la Universitatea Yarmuk din Iordania. 
În anul 1987-1995 a fost angajat la Banca Mondială la Washington D.C. Între anii 1995-2001 a lucrat la Ierusalim ca reprezentant rezident al Fondului Monetar Internațional în Teritoriile Palestiniene și a supravegheat reformele financiare din Autoritatea Națională Palestiniană. În anul 2001-2002 a fost director regional al filialei Băncii Arabe în Cisiordania.
În anul 2002 ca tehnocrat a fost numit ministru de finanțe al A.N.P. Sub conducerea  sa au fost inițiate în teritoriile administrate de Autoritatea Națională Palestiniană reforme financiare profunde și s-au luat măsuri contra corupției, ceea ce i-a procurat lui Fayyad o recunoaștere internațională.
Salam Fayyad este căsătorit cu Kalut și are trei fii. El locuiește în Ierusalimul de est și posedă și cetățenia americană.